# 越後松代棚田群

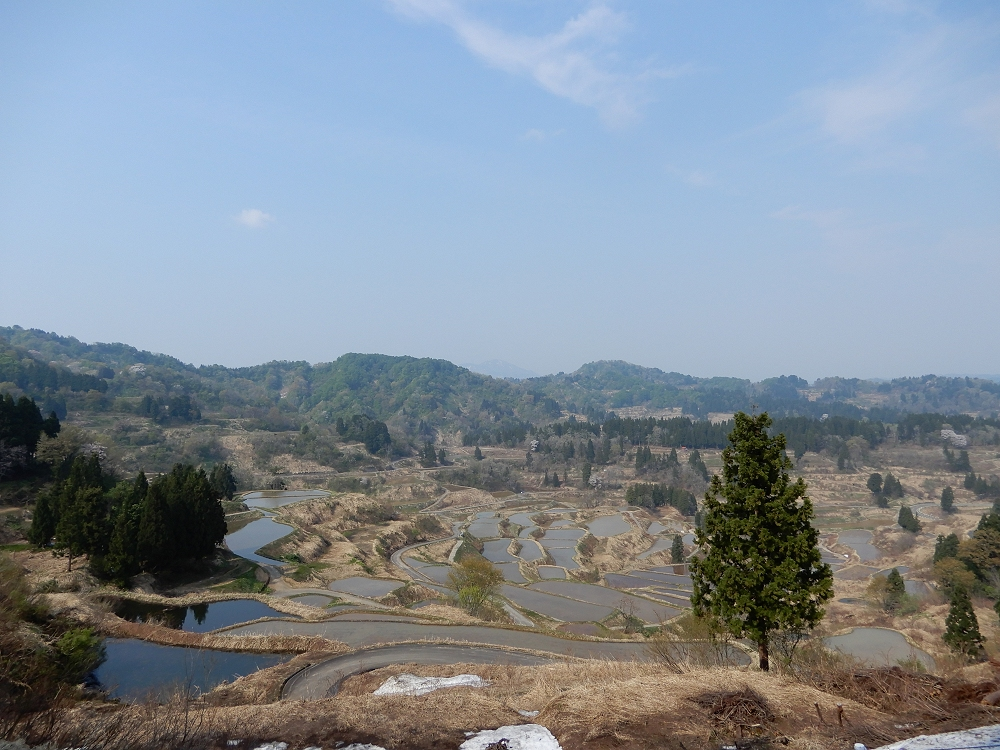
星峠の棚田

越後松代棚田群（えちごまつだいたなだぐん）は、新潟県十日町市松代地域にある棚田（千枚田）群。「にほんの里100選」に選ばれており、日本全国から数多くの観光客が訪れる。

## 概要
十日町市西部の松代・松之山地域（旧松代町・松之山町域）は丘陵地帯となっており、多くの棚田が点在する（#外部リンクの地図を参照）。
積雪量にもよるが、4月には雪が溶け出し、徐々に水田が見えてくる。4月後半から6月中旬までが春の水鏡のシーズンである。その後田植えとなり、緑の棚田が楽しめる。稲刈りは9月中旬から10月初旬で、その後もう一度水がはられ、10月後半から11月初旬にかけて秋の水鏡のシーズンとなる。
秋には、日中と夜の気温差が大きくなると雲海が発生することがある。

## 主な棚田
代表的な棚田として、「星峠の棚田」、「儀明の棚田」、「蒲生の棚田」の3箇所を挙げる。

### 星峠の棚田
十日町市峠にある、越後松代棚田群を代表する棚田で、最も規模が大きい。「にほんの里100選」や「日本の絶景＆秘境100選」にも選ばれており、水鏡の景観は、2009年の大河ドラマ「天地人」のオープニングにも登場した。
駐車場と展望台が整備されている。

### 儀明の棚田

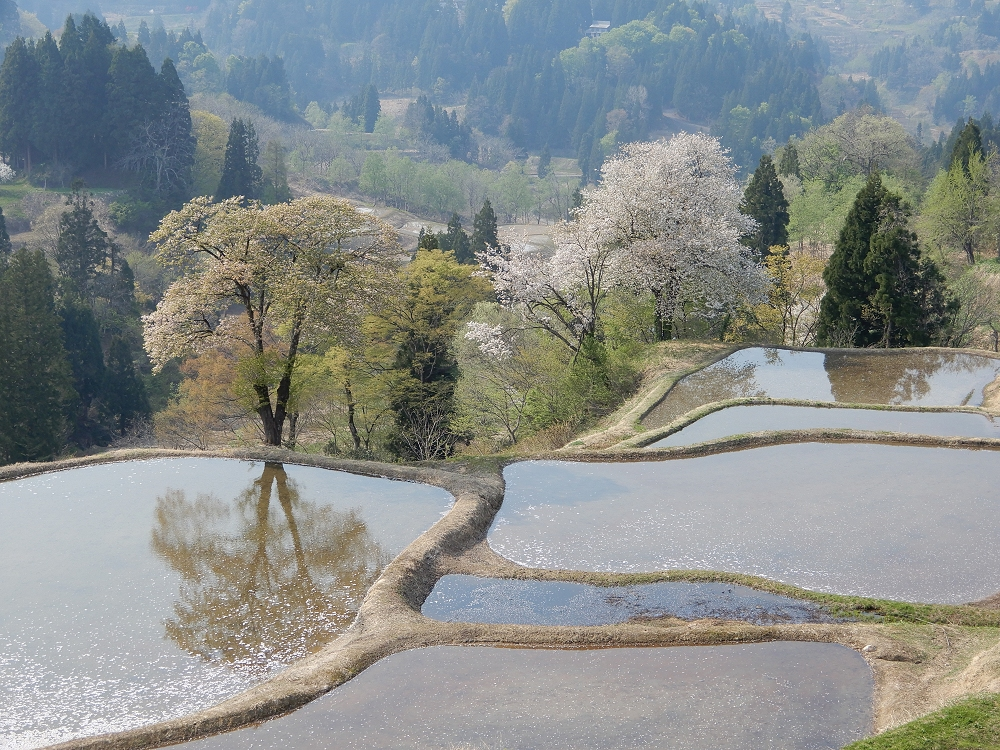
儀明の棚田

十日町市儀明（ぎみょう）にある棚田で、水田の傍らに山桜があり、水鏡に桜の花や紅葉が映る。
国道253号沿いから眺めることができ、駐車場はないが道路沿いに待避所が設置されている。

### 蒲生の棚田

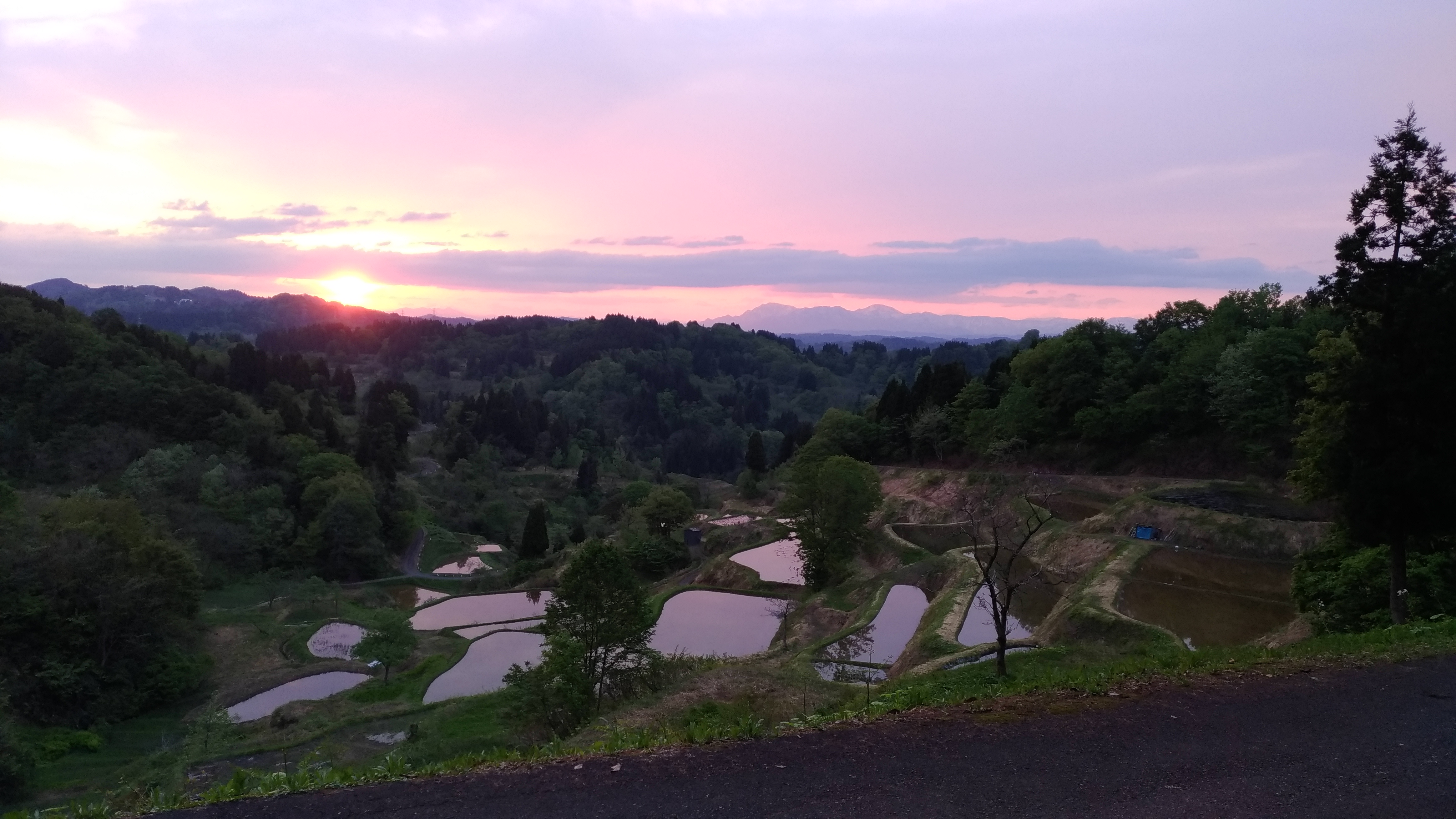
蒲生の棚田

十日町市蒲生（かもう）にある棚田で、朝霧が発生しやすい棚田として知られる。星峠の棚田に比べると規模は小さく、やや急な斜面に立地している。
駐車場と展望台が整備されている。

## アクセス
- 北越急行ほくほく線まつだい駅・道の駅まつだいふるさと会館から車で約20分圏内。大地の芸術祭開催年には、同駅でレンタサイクルの貸出しが行われることもある。
各方面からまつだい駅・道の駅へのアクセスについては道の駅まつだいふるさと会館#アクセスを参照。

## 関連文献
- 『越後松代棚田群の四季』　十日町市役所松代支所地域振興課